# Jakub Bolf
Jakub Bolf (* 9. března 1998) je český profesionální fotbalista, který hraje na pozici obránce za český klub FK Třinec.

## Klubové statistiky
Aktuální k 1. listopadu 2024
| Sezona    | Klub                 | Soutěž         | Zápasy | Góly |
| --------- | -------------------- | -------------- | ------ | ---- |
| 2017/2018 | FC Baník Ostrava–U21 | Juniorská liga | 30     | 3    |
| 2018/2019 | FC Baník Ostrava–U21 | Juniorská liga | 23     | 7    |
| 2018/2019 | FC Baník Ostrava     | Fortuna liga   | 4      | 0    |
| 2019/2020 | FC Baník Ostrava B   | MSFL           | 13     | 1    |
| 2019/2020 | MFK Vítkovice        | FNL            | 13     | 0    |
| 2020/2021 | FK Třinec            | FNL            | 13     | 0    |
| 2021/2022 | FK Třinec            | FNL            | 20     | 0    |
| 2022/2023 | 1.SK Prostějov       | FNL            | 27     | 0    |
| 2023/2024 | FK Třinec            | MSFL           | 8      | 0    |
| 2023/2024 | 1. SK Prostějov      | FNL            | 16     | 2    |
| 2024/2025 | FK Třinec            | MSFL           | 11     | 0    |

## Rodina
Strýcem Jakuba Bolfa je bývalý český fotbalový reprezentant René Bolf.